# وولین (براندنبورگ)
وولین (به آلمانی: Wollin) یک شهر در آلمان است که در پوتسدام-میتلمارک واقع شده‌است. وولین ۹۳۴ نفر جمعیت دارد.